# 正楽寺駅
正楽寺駅（しょうらくじえき）は、静岡県引佐郡引佐町井伊谷（開業時は旧・引佐郡井伊谷村井伊谷、現・浜松市浜名区引佐町井伊谷）にあった遠州鉄道奥山線の駅（廃駅）である。戦時体制に伴う休止を経て復活することなく廃駅（あるいは戦時中に廃駅）となった。

## 歴史
- 1923年（大正12年）4月15日 - 浜松鉄道気賀駅（後の気賀口駅） - 奥山駅間延伸開通（奥山線全通）に伴い開業[1][2]。
- 1940年代前半 - 戦時体制に伴い休止駅となる[2]（あるいはこの時点で廃止となる[1]）。
- 1947年（昭和22年）5月1日 - 浜松鉄道が遠州鉄道と合併。それに伴い遠州鉄道奥山線の駅となる（休止（廃止）中）[1]。
- 1946年（昭和21年） - 1952年（昭和27年） - 廃止となる[2]。

## 駅構造
廃止時点で、単式ホーム1面1線を有する地上駅であった。
開業時からの無人駅となっていた。駅舎及び待合所は存在せず、駅名標のみであった。

## 駅周辺
- 静岡県道303号新城引佐線
- 井伊谷川

## 駅跡
1997年（平成9年）時点では、当駅跡附近から小斎藤駅跡手前附近までの線路跡が道路に転用されており、2007年（平成19年）8月時点でも同様で線路跡の雰囲気が残り、2010年（平成22年）時点でも同様であった。

## 隣の駅
遠州鉄道
奥山線
気賀口駅 - 正楽寺駅 - 井伊谷駅